# Carl Rutencrantz
Carl Rutencrantz, född i Stockholm, död 1 juni 1713 i Sundsvall, var en svensk militär.

## Biografi
Rutencrantz föddes i Stockholm. Han var son till Magnus Gustafsson Rutencrantz och Christina Månesköld af Seglinge samt sonson till hertig Gustav av Sachsen-Engern-Westfalen. Han blev 1656 förare vid Taubes dragonregemente och 1658 kornett vid nämnda regemente. Den 23 juli 1661 blev han löjtnant vid Jämtlands dragonregemente och 22 juni 1670 kapten vid Jämtlands infanteriregemente. Rutencrantz adlades 6 april 1671 och introducerades 1672 som nummer 805. Han blev 1677 major vid Jämtlands tremänningsinfanteriregemente. Den 21 juni 1680 blev han kapten vid Jämtlands infanteriregemente, major 16 april 1698 och överstelöjtnant 25 april 1705. Rutencrantz blev slutligen 21 juli 1705 överstelöjtnant vid Jämtlands dragonregemente och tog avsked därifrån 4 februari 1710. Han var en tid krigsfånge i Trondheim efter bataljen vid Ovikens kyrka 1677. 
Rutencrantz och hans hustru skänkte år 1690 till Myssjö kyrka en altaruppsats, som nu finns i Heimbygdas kyrkosamlingar i Östersund.

### Familj
Rutencrantz gifte sig första gången 29 april 1680 i Stockholm med Regina Dromund. Hon var dotter till överstelöjtnanten Jakob Dromund och Elisabeth Clerck. En dotter, Anna Carlsdotter, född 1668 eller. omkring 1673, levde ännu 1737); hon var gift med Carl Nilsson Grip, född 1666, död 1732 i Hovermo i Myssjö socken.
Carl Rutencrantz avled 1713 i Sundsvall.